# Цистерсдорф
Цистерсдорф (нем. Zistersdorf) — город в Австрии, в федеральной земле Нижняя Австрия.
Входит в состав округа Гензерндорф. Население составляет 5498 человек (на 31 декабря 2005 года). Занимает площадь 88,61 км². Официальный код — 30863.

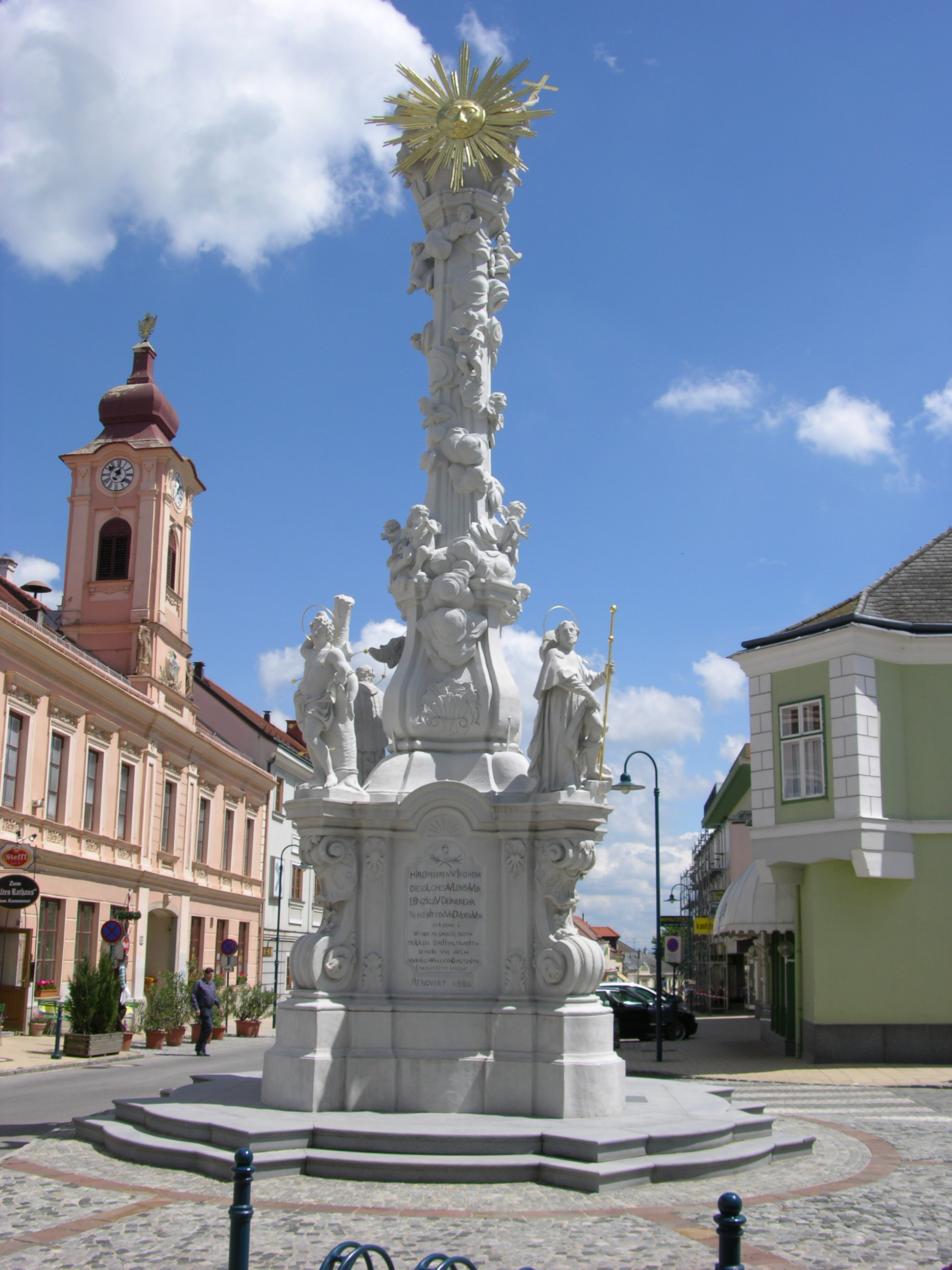
Цистерсдорф

## Политическая ситуация
Бургомистр коммуны — Вольфганг Пайшль (АНП) по результатам выборов 2005 года.
Совет представителей коммуны (нем. Gemeinderat) состоит из 29 мест.
- АНП занимает 20 мест.
- СДПА занимает 7 мест.
- Зелёные занимают 2 места.